# Zagrebački salon
Zagrebački salon hrvatska je likovna manifestacija. Održava se od 1965. godine.

## Povijest
Zagrebački salon jedna je od najstarijih skupnih hrvatskih domaćih izložaba recentnog vizualnog izričaja. Na poticaj arhitekata i umjetnika utemeljila ga je 1965. godine Skupština Grada Zagreba. Od 1976. godine na izložbi se u trijenalnom ritmu izmjenjuju različite likovne discipline: vizualna umjetnost, primijenjena umjetnost i dizajn, te arhitektura. Naizmjence ga organiziraju Hrvatska udruga likovnih umjetnika primijenjenih umjetnosti, Hrvatsko društvo likovnih umjetnika i Udruženje hrvatskih arhitekata.

## Kronologija
Nepotpun popis
- 1965.: 1. zagrebački salon[4]
- 1966.: 2. zagrebački salon[5]
- 1968.: 3. zagrebački salon[6]
- 2001.: 36. zagrebački salon: Što je ostalo od hrvatskog slikarstva, istraživanje osobnog i unutrašnji prostori (vizualne umjetnosti)[7]
- 2002.: 37. zagrebački salon (primijenjene umjetnosti i dizajn)[8]
- 2003.: 38. zagrebački salon (arhitektura)[9][10]
- 2004.: 39. zagrebački salon: Umjetnost je medij (vizualne umjetnosti)[11][12]
- 2005.: 40. zagrebački salon: Sinergije (primijenjene umjetnosti i dizajn)[13]
- 2007.: 42. zagrebački salon (vizualne umjetnosti)[14][15]
- 2008.: 43. zagrebački salon: Anti-dizajn/Trajne alternative (primijenjene umjetnosti i dizajn)[16]
- 2010.: 45. zagrebački salon: Tržište (vizualne umjetnosti)[17][18]
- 2011.: 46. zagrebački salon: Rukopisi novog doba (primijenjene umjetnosti i dizajn, kustosica Salona bila je Ana Peraica)[19]
- 2013.: 48. zagrebački salon: Identitet (vizualne umjetnosti)[20]
- 2014.: 49. zagrebački salon: Pomicanje granica – komunikacija i nova mobilnost (primijenjene umjetnosti i dizajn)[21]
- 2015.: 50. zagrebački salon: Consistency / Dosljednost (arhitektura)[22]
- 2016.: 51. zagrebački salon: Izazovi humanizmu (vizualne umjetnosti)[23]
- 2017.: 52. zagrebački salon: (Ne)primjenjivost primijenjene umjetnosti (primijenjene umjetnosti i dizajn)[24]
- 2018.: 53. zagrebački salon: refleksija o desetljeću 2008-2018 (arhitektura)[25]
- 2019.: 54. zagrebački salon: Bez anestezije (vizualne umjetnosti)[26]
- 2020.: 55. zagrebački salon: Puls trenutka ili što vas pokreće (primijenjene umjetnosti i dizajn)[27]
- 2021.: 56. zagrebački salon: Ping - Repozitoriji budućnosti (arhitektura)[28]

## Nagrade i priznanja
Na Salonu se dodjeljuju i nagrade: Velika nagrada Salona, Nagrada za mladog autora do 35 godina i Nagrada AICA-a.
Nepotpun popis dobitnika
- 2021.:[28]
  - Grand Prix: Tajana Levojević
  - Zrinka Visković
  - Irena Bakić
  - Kristina Škrokov
  - Mirna Udovčić
  - Marta Lozić, Josip Jerković (Studio Yelo)
  - Rudolf Martinović
- 2018.:[28]
  - Grand Prix: Miranda Veljačić i Dinko Peračić
- 2011.:[1]

- Velika nagrada: Munira Serdarević Kutak intime, primijenjena umjetnost aranžerstva
- Boris Ljubičić: Bašćanska ploća
- Danijel Srdarev: Umjetnost za djecu
- Krunoslav Kovač: Hommage Editi Schubert
- posebno priznanje: Barbara Blasin; Privedeni, studija Kuna zlatica za seriju plakata 'Glazbeni zombiji'
- Ante Verzotti; Život je lijep
- nagradu za mladog autora do 35 godina: Luka Kedžo Slova na sliki
- nagrade AICA-e: Barbara Blasin Privedeni, Nikola Đurek: Serija tipografija

## Vanjske poveznice
Mrežna mjesta
- Katalog 49. zagrebačkog salona, www.dropbox.com
- http://52zagrebackisalon.com/